# Trichilia grandifolia
Espèce
Trichilia grandifolia est une espèce de plantes à fleurs de la famille des Meliaceae et du genre Trichilia. C'est un arbre endémique de Sao Tomé-et-Principe.